# Alting (plaats)
Alting is een buurtschap in de Nederlandse gemeente Midden-Drenthe, in de provincie Drenthe. Het is gelegen ten noorden van Lieving en Makkum, ten oosten van Beilen en ten zuiden van Klatering.
Al in 1284 wordt de buurtschap genoemd, toen vermeld als Altinghen. In 1372 komt de spelling Altynghe voor, in 1377 als Altinghe. In 1781 komt voor het eerst de spelling Alting voor maar van 1851 tot en met 1855 werd het geduid als Aalling. De betekenis is bij de lieden van alte.
De buurtschap kende lang slechts vier boerderijen, dat mede doordat aan een es is gelegen waardoor uitbreiding van de buurtschap lastig was. In 1840 omvatte de buurtschap zes huizen. In de twintigste eeuw groeide de buurtschap verder uit. Het behoorde ook tot 1998 bij de gemeente Beilen, totdat deze opging in de gemeente Middenveld (die vanaf 2000 Midden-Drenthe is gaan heten).
Hoofdplaats: Beilen

Overige kernen: Alting · Balinge · Beilervaart · Bovensmilde · Brunsting · Bruntinge · De Polle · Drijber · Elp · Eursing · Eursinge · Garminge · Hijken · Hijkersmilde · Holthe · Hoogersmilde · Hooghalen · Klatering · Laaghalen · Laaghalerveen · Lieving · Lievingerveld · Makkum · Mantinge · Nieuw-Balinge · Norgervaart (deels) · Oosthalen · Oranje · Orvelte · Smalbroek · Rheeveld · Smilde · Spier · Terhorst · Westerbork · Wijster · Witteveen · Zuidveld · Zwiggelte

Drenthe: Steden en dorpen      Nederland: Provincies · Gemeenten